# Castelo de Toompea

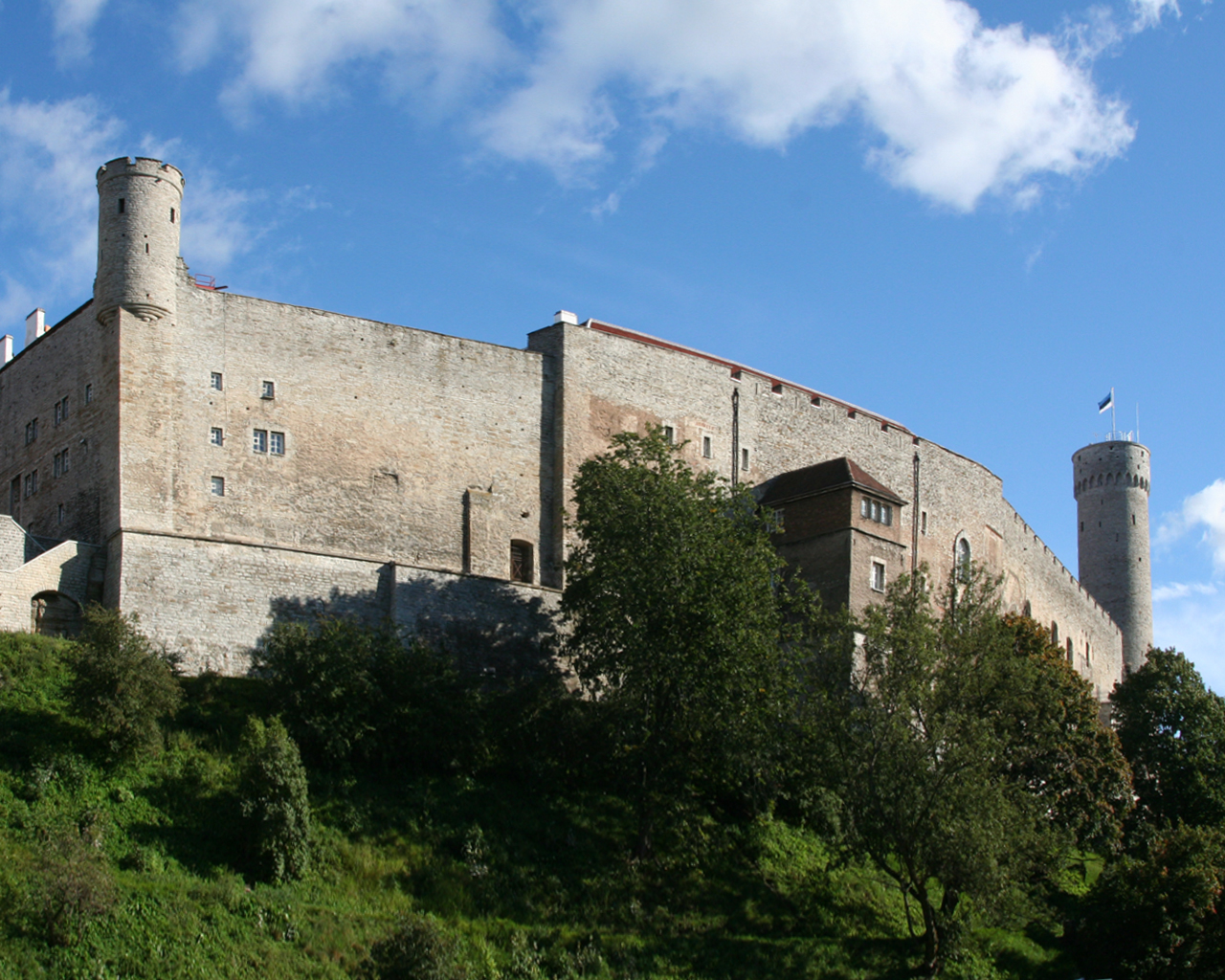
Castelo de Toompea.

O Castelo de Toompea é um castelo na colina calcária de Toompea, na parte central de Tallinn, capital da Estónia.

## História
O primeiro castelo de madeira acredita-se ter sido construído no monte no século X ou XI por residentes do conselho estoniano da antiga Rävala (Revalia). Que foi provavelmente uma das primeiras áreas habitadas do que mais tarde se tornou Tallinn.
Em 1219, o castelo foi tomado por cruzados daneses - liderados por Valdemar II.
O reconstruído Castelo de Toompea, encimado pela torre Pikk Hermann, ainda domina Tallinn, abrigando hoje o Parlamento da Estônia.